# 安德里亚·波波维奇
安德里亚·波波维奇（羅馬化：Andrija Popović，1959年9月22日—），黑山男子水球运动员。他曾代表南斯拉夫国家队参加1984年夏季奥林匹克运动会水球比赛，获得一枚金牌。